# Lago Rotondo
Il Lago Rotondo è un lago alpino che si trova in Val Brembana, nelle Prealpi Orobie, in territorio amministrativo di  Carona, in provincia di Bergamo.
Adagiato in una conca naturale posta nei pressi della testata della vallata a monte dell'abitato di Carona e compresa tra le cime del Pizzo del Diavolo di Tenda e dei monti Aga, Grabiasca, Madonnino e Cabianca, è composto da acque provenienti  dallo scioglimento delle nevi e dalle frequenti precipitazioni.
La via più agevole per raggiungere il lago è la traccia, indicata con il segnavia del CAI numero 210, che su sede ampia e carrozzabile sale da Carona, raggiunge la caratteristica frazione di Pagliari ed arriva al Rifugio Fratelli Calvi, posto a poche decine di metri dal lago stesso.
Alternativamente si può prendere il sentiero contrassegnato con la numerazione 247 che si snoda parallelamente senza comunque modificare il punto di partenza e quello d'arrivo.